# Toxicodendron sempervirens
Toxicodendron sempervirens là một loài thực vật có hoa trong họ Đào lộn hột. Loài này được (Scheele) Kuntze miêu tả khoa học đầu tiên năm 1891.